# One Stolen Night (film 1923)
One Stolen Night è un film muto del 1923 diretto da Robert Ensminger e Roland Ensminger. La sceneggiatura di Bradley J. Smollen si basa su The Arab, racconto di D.D. Calhoun di cui non si conosce la data di pubblicazione. Lo stesso soggetto sarà portato sullo schermo nel 1929 dalla Warner Bros. in versione sonora con One Stolen Night con Betty Bronson e William Collier Jr..

## Trama
Diantha Ebberly si trova in Africa del nord, insieme ai genitori, per incontrare il fidanzato promesso, Herbert Medford, che però lei non ha mai visto. Ai bordi del Sahara, un giorno viene aggredita da una torma di mendicanti da cui la salva uno sconosciuto, un arabo che poi la giovane incontra nuovamente quando esce la sera vestita anche lei da araba. I due si innamorano, ma Diantha viene rapita dallo sceicco Amud. L'arabo sconosciuto la salva nuovamente, riportandola a casa dai suoi senza che alla ragazza sia successo niente di grave. La mattina seguente, Diantha scopre che il supposto arabo e il suo fidanzato sono in realtà la stessa persona.

## Produzione
Il film fu prodotto dalla Vitagraph Company of America. Moving Picture World del 10 febbraio 1923 accreditava Oliver Hardy (e non Russ Powell) nel ruolo dello sceicco Amud.
Fu l'ultima regia di Robert Ensminger, che morì quello stesso anno a soli 37 anni.

## Distribuzione
Il copyright del film, richiesto dalla Vitagraph, fu registrato il 18 gennaio 1923 con il numero LP18597.
Distribuito dalla Vitagraph Company of America, il film uscì nelle sale cinematografiche statunitensi dopo una prima tenutasi a New York il 29 gennaio 1923.
Copia incompleta della pellicola si trova conservata nell'archivio di un collezionista privato.